# Kaag (schip)

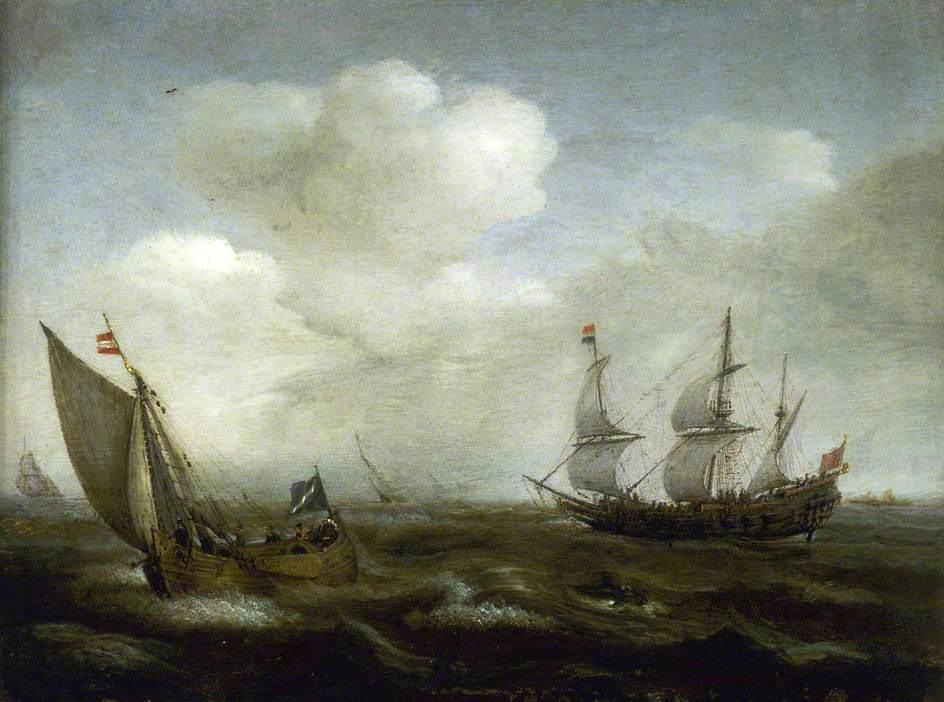
Een Nederlands schip en een kaag bij een flinke bries (schilderij van Hendrick Cornelisz Vroom uit 1630)

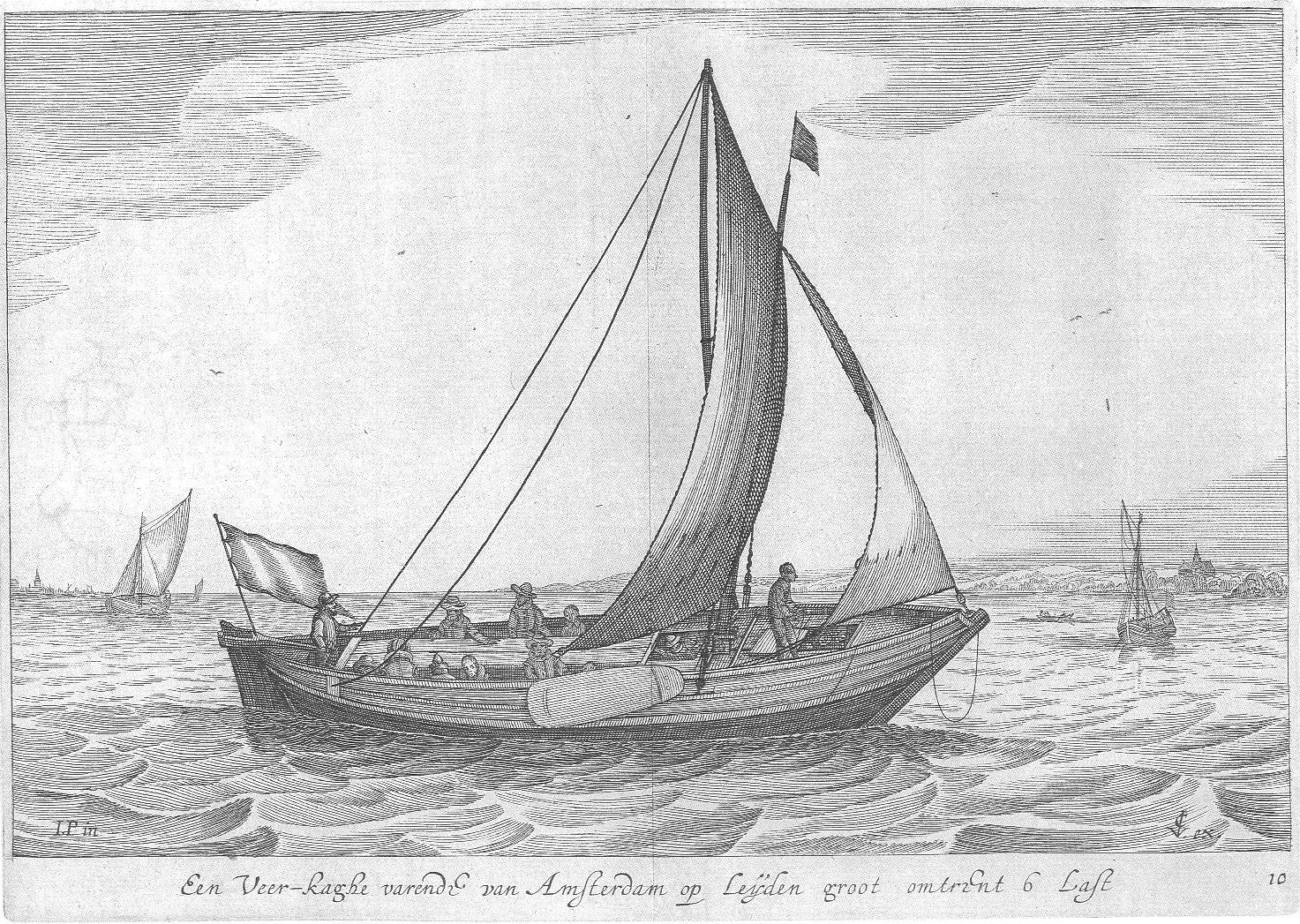
Een kaag als beurtveer tussen Amsterdam en Leiden

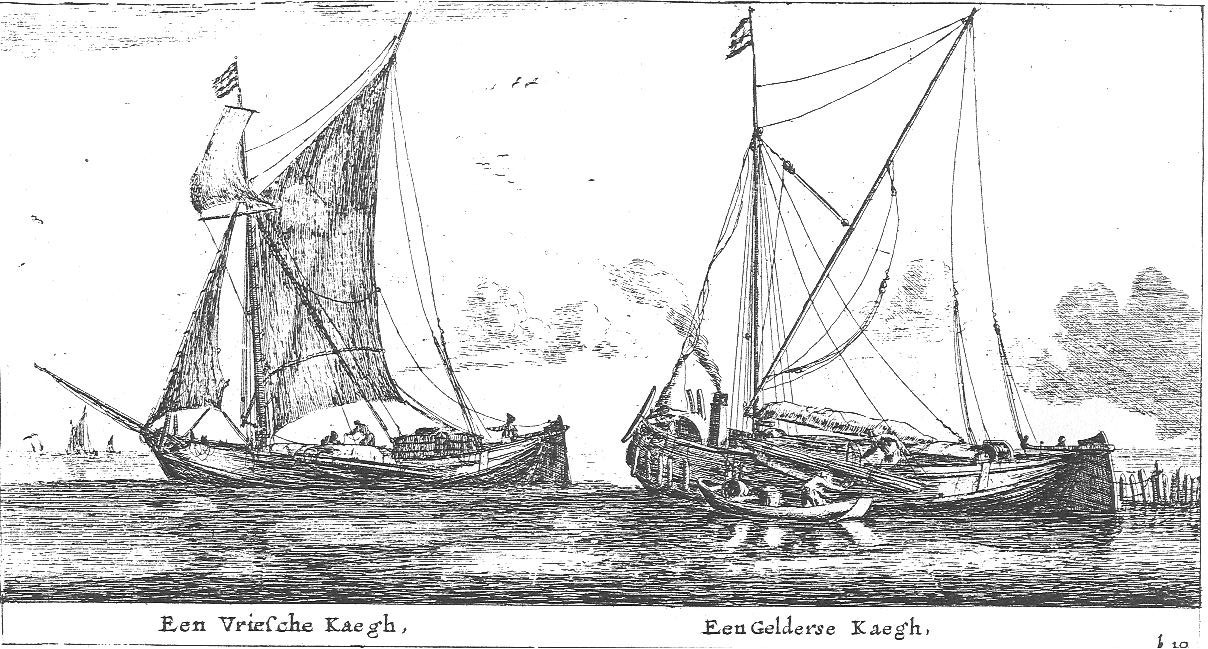
Een Friese en een Gelderse kaag

De kaag (ook wel: cage, kage, kaghe, kageschuit, kagerschuit, kaagschuit, lighter) is een oud scheepstype uit de 16e tot 19e eeuw, oorspronkelijk afkomstig uit Nederland. De kaag was een licht vaartuig voor de binnen- en kustvaart. De schipper van een dergelijk vaartuig werd aangeduid als kaagman of kaagschipper.

## Voorlopers
Een middeleeuwse voorloper van de kaag is mogelijk de kogge. Het toponiem Kaag, Koog of afgeleiden daarvan, werd in het Friese en Nedersaksische kustgebied gebruikt als aanduiding voor het door de getijden overspoelde kustland.

## Opbouw
De kaag was een platbodem met rechte vallende stevens. Net zoals vele Nederlandse schepen was een kaag voorzien van twee zijzwaarden. In verloop van de tijd zijn model, bouw en soms ook de tuigage regelmatig veranderd. Ook waren de kagen voor gebruik op binnenwater lichter van bouw en voorzien van minder zeeg dan de exemplaren die ook buitendijks gebruikt werden.
Een kaag voor de binnenvaart vertoonde enige gelijkenis met een smak. Een kaag is niet vergelijkbaar met een kagenaar. Dat veel kleinere type is pas ontstaan met de opkomst van de ijzerbouw en werd in Zuid-Holland, net als de westlander, gebruikt op ondiepe sloten en vaarten.

## Masten en zeilen
Kagen waren voorzien van een sprietzeil met fok, en vaak ook met een breefok.

## Gebruik
De kaag werd vaak als beurtveer gebruikt. In Noord-Holland werden trekschuiten veelal als kaag aangeduid. Het type kaag, zoals die onder meer rond Texel werd gebruikt, werd ook wel aangeduid als Tesselse Kaag, Tesselse Lighter, Tesselse Lichter, of Lighter. Dit grotere type was voorzien van een naar voor toe sterker oplopende zeeg en werd ook gebruikt om zeeschepen te lichten, dat wil zeggen om lading te lossen of om te assisteren met het ophalen van het anker.

## Trivia
In De Ystroom (1671) schrijft Antonides: Een menigte vertrekt met Kagen, smak en jaght, Naar ’t Vlie en Tessel, waar hun de oorlogsvloot verwacht.